# 坦尚尼亞駐外機構列表

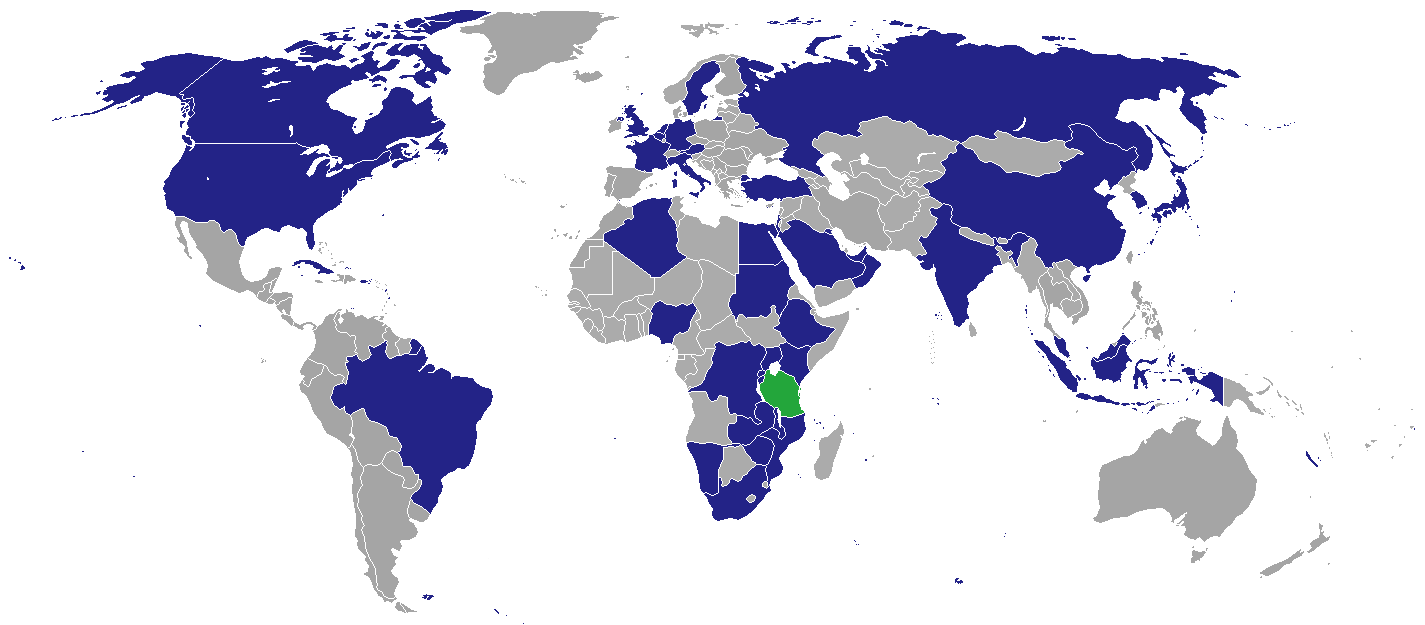
坦尚尼亞駐外機構分布：
坦尚尼亞
使館或高級專員公署

本列表列出東非國家坦桑尼亞在世界各地設立的外交代表機構。

## 非洲
- - 布琼布拉（大使館（英语：Embassy of Tanzania, Bujumbura））
- - 莫洛尼（大使館）
- 刚果民主共和国
  - 金夏沙（大使館）
- 埃及
  - 开罗（大使館）
- 衣索比亞
  - 亚的斯亚贝巴（大使館（英语：Embassy of Tanzania, Addis Ababa））
- - 奈洛比（高級專員公署）
  - 蒙巴萨（總領事館）
- 马拉维
  - 利隆圭（高級專員公署）
- 莫桑比克
  - 马普托（高級專員公署（英语：High Commission of Tanzania, Maputo））
- 奈及利亞
  - 阿布贾（高級專員公署）
- 卢旺达
  - 吉佳利（高級專員公署）
- 南非
  - 比勒陀利亞（高級專員公署（英语：High Commission of Tanzania, Pretoria））
- 乌干达
  - 坎帕拉（高級專員公署）
- 尚比亞
  - 路沙卡（高級專員公署（英语：High Commission of Tanzania, Lusaka））
- 辛巴威
  - 哈拉雷（大使館（英语：Embassy of Tanzania, Harare））

## 美洲

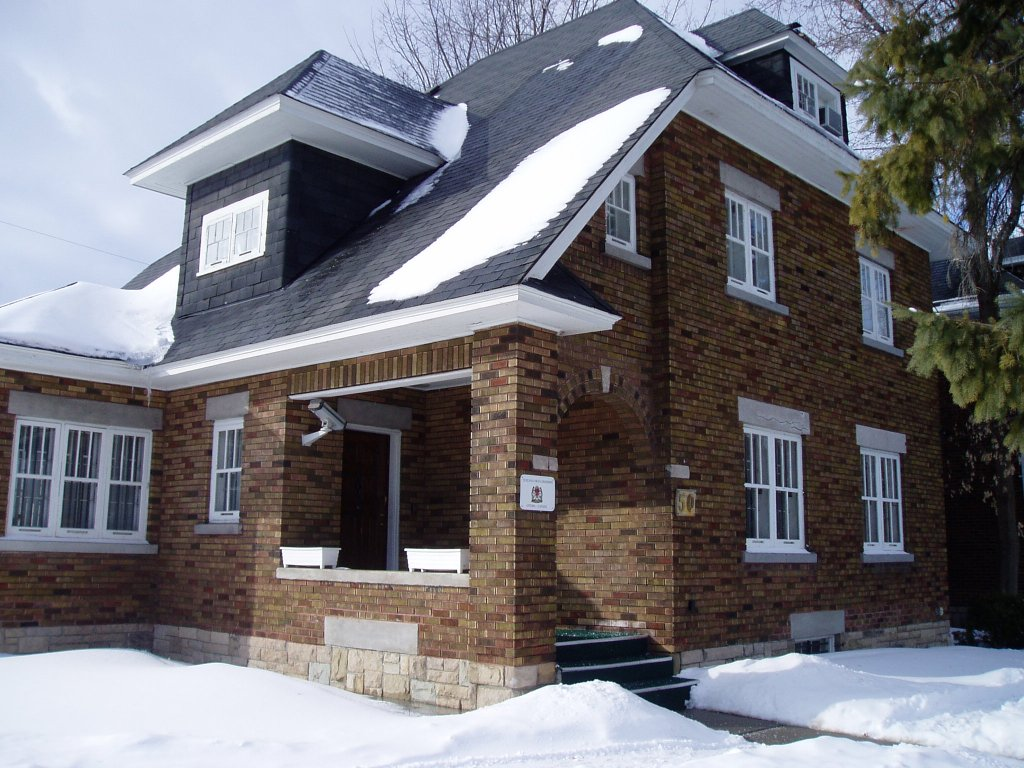
坦尚尼亞駐加拿大高級專員公署

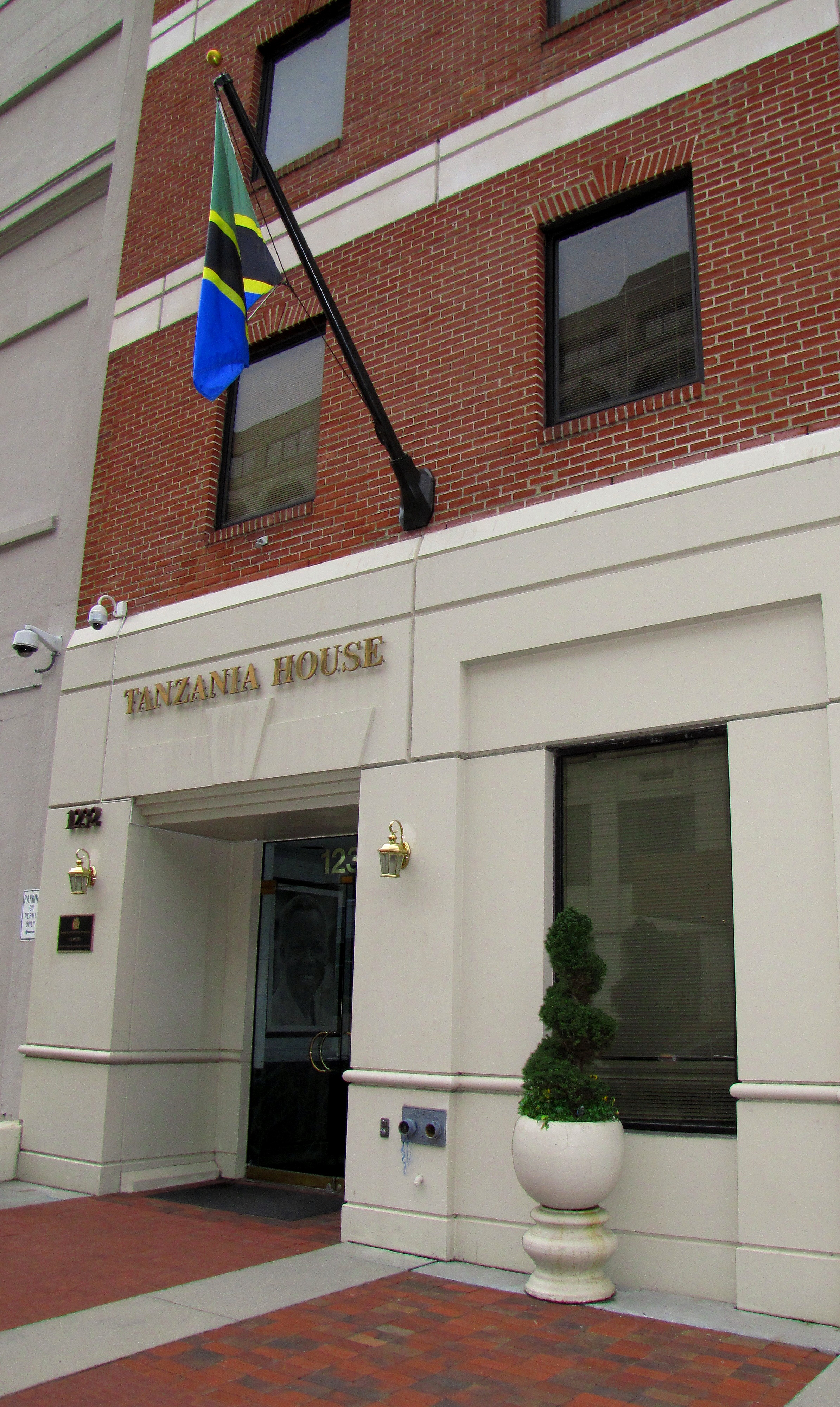
坦尚尼亞駐美國大使館

- 巴西
  - 巴西利亚（大使館（英语：Embassy of Tanzania, Brasília））
- 加拿大
  - 渥太華（高級專員公署）
- 美国
  - 華盛頓特區（大使館（英语：Embassy of Tanzania, Washington, D.C.））

## 亞洲
- 中国
  - 北京（大使館）
  - 广州（總領事館）
- 印度
  - 新德里（高級專員公署（英语：High Commission of Tanzania, New Delhi））
- 日本
  - 東京（大使館）
- 马来西亚
  - 吉隆坡（高級專員公署）
- 阿曼
  - 马斯喀特（大使館（英语：Embassy of Tanzania, Muscat））
- 沙烏地阿拉伯
  - 利雅德（大使館）
  - 吉达（總領事館）
- 大韓民國
  - 首尔（大使館）
- 阿联酋
  - 阿布扎比（大使館（英语：Embassy of Tanzania, Abu Dhabi））
  - 杜拜（總領事館）

## 歐洲

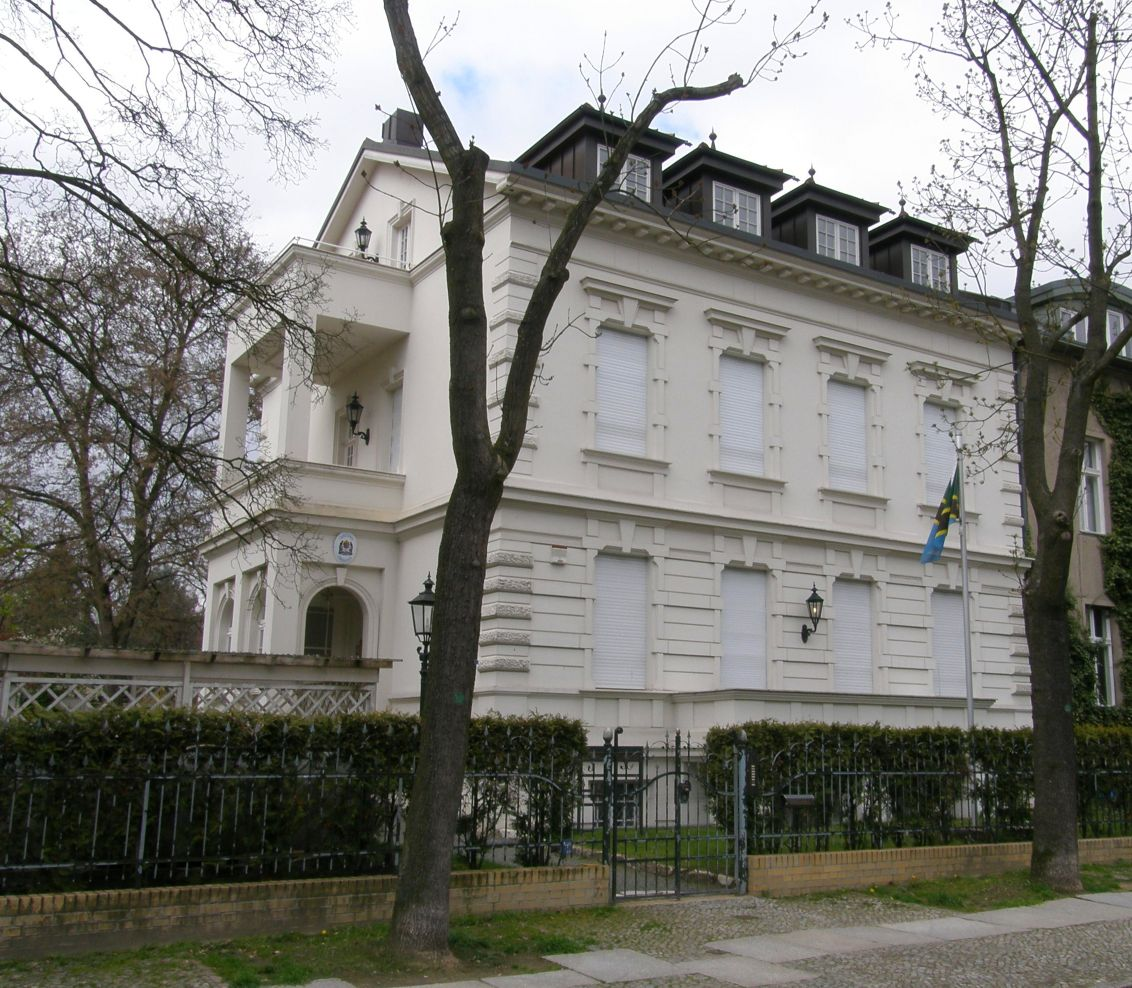
坦尚尼亞駐德國大使館

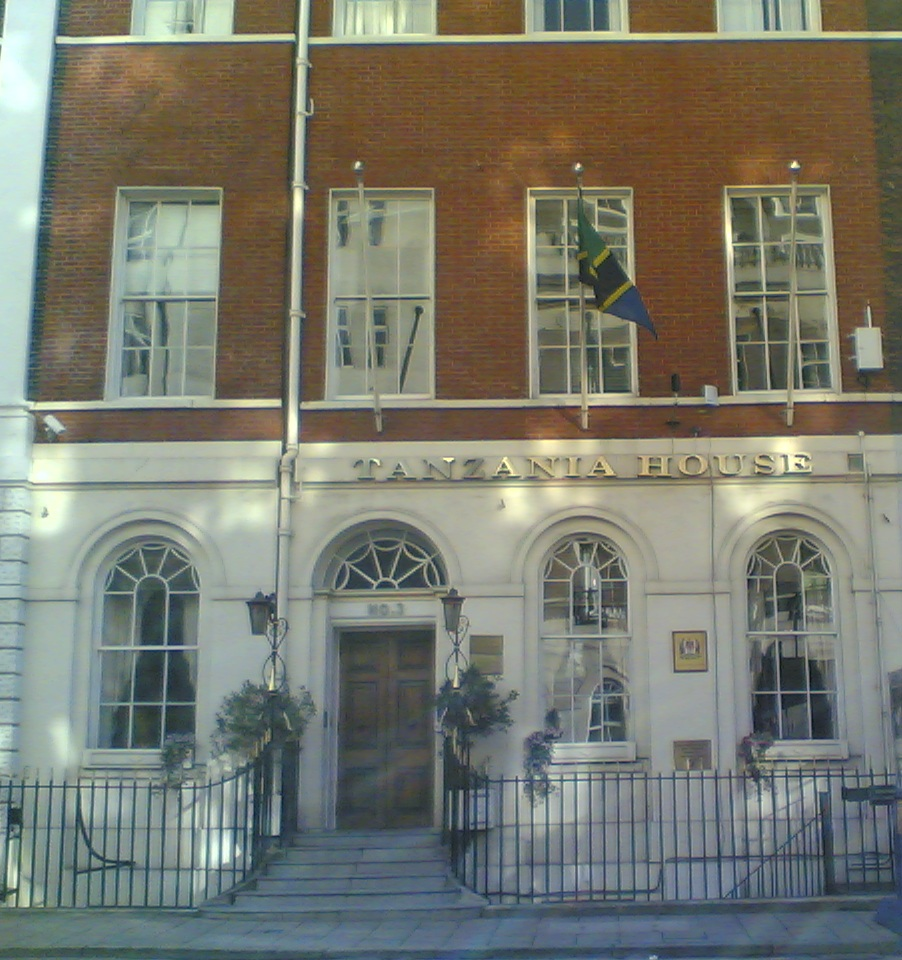
坦尚尼亞駐英國高級專員公署

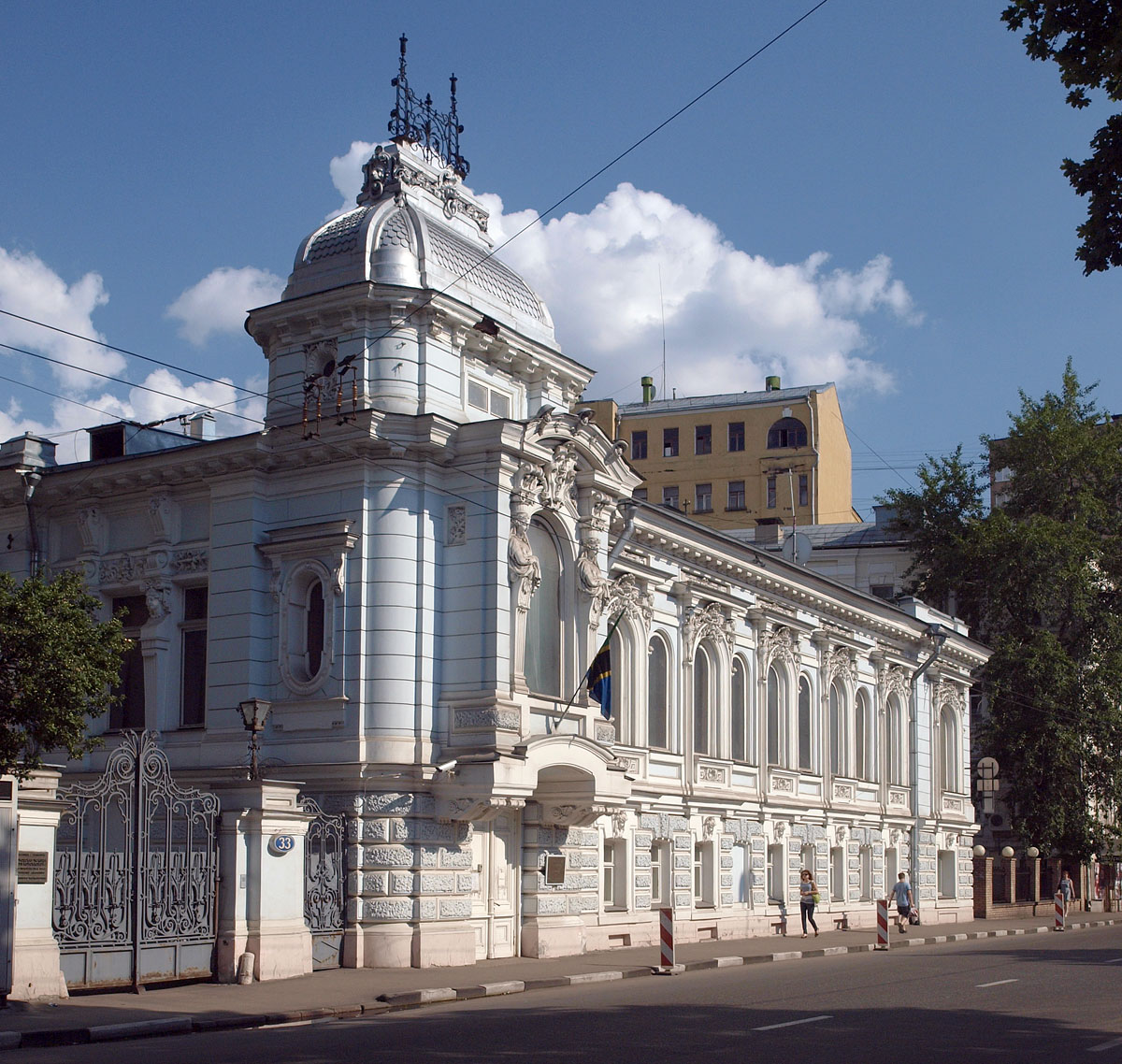
坦尚尼亞駐俄羅斯大使館

- 比利时
  - 布鲁塞尔（大使館）
- 法國
  - 巴黎（大使館）
- 德国
  - 柏林（大使館（英语：Embassy of Tanzania, Berlin））
- 義大利
  - 罗马（大使館）
- 荷蘭
  - 海牙（大使館）
- 俄羅斯
  - 莫斯科（大使館（英语：Embassy of Tanzania, Moscow））
- 瑞典
  - 斯德哥尔摩（大使館）
- 英国
  - 伦敦（高級專員公署（英语：High Commission of Tanzania, London））

## 國際和地區組織
- 亚的斯亚贝巴（常駐非洲联盟）
- 欧盟 布鲁塞尔（駐欧洲联盟)
- 联合国 日内瓦（常駐联合国及其他國際組織）
- 奈洛比（駐联合国环境署)
- 联合国 纽约（常駐聯合國（英语：Permanent Representative of Tanzania to the United Nations）)
- 聯合國教科文組織 巴黎（常駐联合国教科文组织）

## 授权的外交使团
- （东京)
- （新德里）
- 中非（阿布贾）
- 多米尼克（华盛顿特区）
- 印度尼西亞（吉隆坡）
- 伊朗（利雅得）
- （哈瓦那）
- （阿布贾）
- 叙利亚（开罗）
- 多哥（阿布贾）
- 葉門（亚的斯亚贝巴